# Ширма Григорій Романович
Григорій Романович Ши́рма (нар. 20 січня 1892, Шакуни — пом. 23 березня 1978, Мінськ) — білоруський радянський хоровий диригент, фольклорист і музично-громадський діяч.

## Біографія
Народився 8 [20] січня 1892 року в селі Шакунах (нині Пружанський район Берестейської області, Білорусь). За національністю білорус. У 1918 році закінчив Седлецький учительський інститут.
З 1926 року викладав у білоруській гімназії, керував професійними і самодіяльними хорами у Вільнюсі, упродовж 1928—1937 років був секретарем прогресивної культурно-просвітницької західнобілоруської організації «Товариства білоруського шкільництва». Двічі був заарештований польською владою.
Після возз'єднання Західної Білорусії з БРСР, у 1940 році організував та до 1970 року очолював Державну академічну хорову капелу БРСР (спочатку — Білоруський ансамбль пісні та танцю, з 1950 року — Державний хор БРСР, з 1978 року — імені Ширми). Член КПРС з 1959 року. З 1966 року очолював правління Спілки композиторів Білоруської РСР. Обирався депутатом Верховної Ради Білоруської РСР 4—9-го скликань.
Жив у місті Мінську. Помер 23 березня 1978 року. Похований на Східному (Московському) цвинтарі у Мінську.

## Творчість
З 1910 року розпочав збирати та вивчати білоруські народні пісні. Записав понад 2000 наспівів, що представляють типові жанри та мелодичний стиль білоруської народної музики. Основна частина його записів опублікована в складених ним збірках:
- «Білоруські народні пісні» (1929);
- «Наша пісня» (1938);
- «Двісті білоруських народних пісень» (1958);
- «Білоруські народні пісні» (томи 1—4, 1959—1976).

Залучав білоруських, а також російських, українських, литовських композиторів до створення художніх обробок білоруських народних пісень.
Протягом 1971—1973 років підготував публікацію 2-х томів хорових обробок із репертуару Державної академічної хорової капели БРСР. Виступав як музичний публіцист. Автор книги «Пісня — душа народу», Мінськ, 1976 (біл.).

## Відзнаки
- Герой Соціалістичної Праці (Указ Президії Верховної Ради СРСР від 2 лютого 1977 року; за великі заслуги у розвитку радянського музичного мистецтва; медаль «Серп і Молот» № 18 735);
- Нагороджений двома орденами Леніна (27 жовтня 1967, 2 лютого 1977; № 426 919), орденами Жовтневої Революції (2 липня 1971), Трудового Червоного Прапора (10 лютого 1962), «Знак Пошани» (1940), медалями[1];
- Лауреат Державної премії Білоруської РСР (1966, 1974);

почесні звання СРСР
- Заслужений діяч мистецтв Білоруської РСР з 1946 року;
- Народний артист Білоруської РСР з 1949 року;
- Народний артист СРСР з 25 лютого 1955 року.

## Вшанування пам'яті

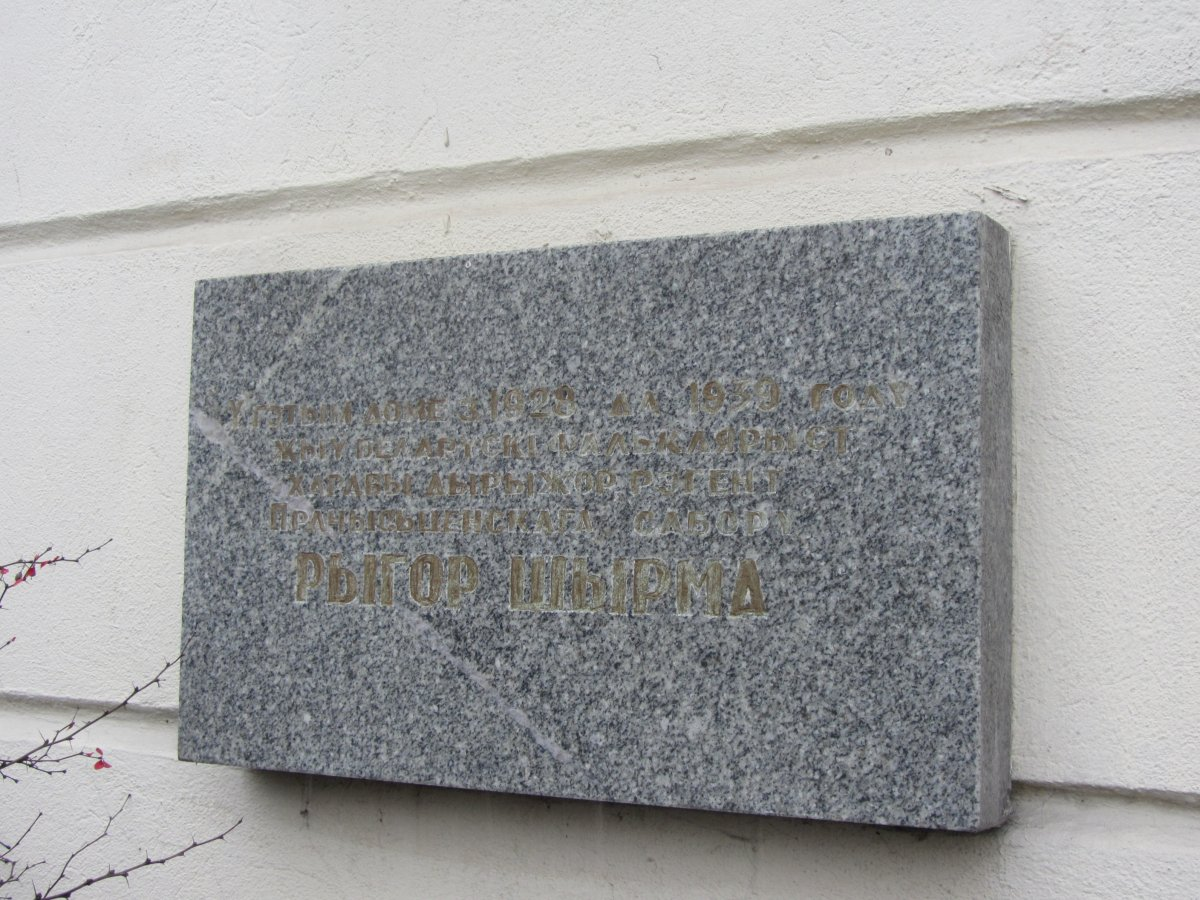
Меморіальна дошка у Вільнюсі.

- Ім'я Григорія Ширми носять заснована ним Державна академічна хорова капела Білоруської РСР, Пружанська дитяча школа мистецтв, Берестецський державний музичний коледж, Мінська дитяча музична школа мистецтв № 8, мала зала Білоруської державної філармонії;
- Його іменем названі вулиці у Пружанах, Мінську і Речиці;
- У Пружанах відкрито музей Григорія Ширми, у середній школі № 150 Мінська з хоровою спеціалізацією йому присвячено експозицію;
- Меморіальні дошки встановлені на будинках, де він жив, у Вільно, Гродно, Мінську (будинок № 19 по вулиці Радянській);
- У 1991 році видано художній маркований конверт, присвячений диригенту;
- Йому присвятив вірш Ніл Гілевич — «Серце дядька Григорія».